# Bargum
Bargum (frísky Beergem) je německá obec v Severním Frísku, Šlesvicko-Holštýnsko. Leží u hranic s Dánskem.

## Geografie
Obec je rozdělena na Východní Bargum, Západní Bargum a Soholmbrück.

## Ekonomika
Většina území obce je využívána k zemědělským účelům. Stojí zde funkční větrný mlýn.